# Amtsbezirk Osterlügum
Der Amtsbezirk Osterlügum war ein Amtsbezirk im Kreis Apenrade in der Provinz Schleswig-Holstein.
Der Amtsbezirk wurde 1889 gebildet und umfasste Teile des Forstgutsbezirks Apenrade und die folgenden Gemeinden:  
1. Andholm
2. Gjenner
3. Haberslund
4. Norderjarup
5. Osterlügum
6. Rauberg

1920 wurde der Amtsbezirk aufgelöst und die Gemeinden aufgrund der Volksabstimmung in Schleswig an Dänemark abgetreten.